# (16209) Sterner
(16209) Sterner est un astéroïde de la ceinture principale.

## Description
(16209) Sterner est un astéroïde de la ceinture principale. Il fut découvert le 4 février 2000 à Socorro (Nouveau-Mexique) par le projet LINEAR. Il présente une orbite caractérisée par un demi-grand axe de 2,41 UA, une excentricité de 0,19 et une inclinaison de 0,7° par rapport à l'écliptique.

## Compléments